# Komárov (Nechanice)
Komárov (německy Komorn) je malá vesnice, část města Nechanice v okrese Hradec Králové. Nachází se asi 1 km na severovýchod od Nechanic. V roce 2009 zde bylo evidováno 16 adres. V roce 2001 zde trvale žilo 23 obyvatel.
Komárov leží v katastrálním území Nechanice o výměře 4,76 km2.
Před vjezdem do vesnice stojí socha Jana Nepomuckého.